# Archibracon flavofasciatus
Archibracon flavofasciatus är en stekelart som först beskrevs av Cameron 1906.  Archibracon flavofasciatus ingår i släktet Archibracon och familjen bracksteklar. Inga underarter finns listade.